# Elisabeth Pinajeff
Elisabeth Pinajeff (nacida como Elizabeta Sergeyevna Pinayeva; en ruso: Елизавета Сергеевна Пинаева, 17 de abril de 1900 – 31 de diciembre de 1995) fue una actriz rusa-alemana.

## Filmografía seleccionada
- Count Cohn (1923)
- Darling of the King (1924)
- The Brigantine of New York (1924)
- The Adventure of Mr. Philip Collins (1925)
- People of the Sea (1925)
- The Three Mannequins (1926)
- The Laughing Husband (1926)
- I Liked Kissing Women (1926)
- Lace (1926)
- Rinaldo Rinaldini (1927)
- Rhenish Girls and Rhenish Wine (1927)
- Love on Skis (1928)
- The Gallant Hussar (1928)
- A Better Master (1928)
- Mikosch Comes In (1928)
- The Sinner (1928)
- The Lady and the Chauffeur (1928)
- A Mother's Love (1929)
- Rooms to Let (1930)
- Tingel-Tangel (1930)
- Shadows of the Underworld (1931)
- Madame Makes Her Exit (1932)
- The Triangle of Fire (1932)